# Saxifraga reyeri
Saxifraga reyeri är en stenbräckeväxtart som beskrevs av Rupert Huter. Saxifraga reyeri ingår i Bräckesläktet som ingår i familjen stenbräckeväxter. Inga underarter finns listade i Catalogue of Life.